# 端野町
端野町（日语：／ Tannō chō */?）為過去位於日本北海道網走支廳的行政區劃，已於2006年3月5日與北見市、留邊蘂町、常呂町合併為新設立的北見市。轄區西南部為平原，北、東、西部為丘陵地帶。
此地過去阿伊努族稱為「nup-kes」或「nup-hon-kes」，意思為野地的邊緣，在北海道開拓時期便把建於此地的驛遞命名為「端野」，變成為此地名稱的起源。

## 歷史
- 1892年：設置端野驛站。[2]
- 1897年：第一批屯田兵約100戶進入開墾。
- 1921年4月1日：從野付牛町（後來的北見市）分割獨立設置。[3]
- 1961年9月1日：改制為端野町。
- 2006年3月5日：與北見市、留邊蘂町、常呂町合併為新設立的北見市。

## 產業
主要產業為農業。

## 交通

### 機場
- 女滿別機場（位於大空町）

### 鐵路
- 北海道旅客鐵道
  - 石北本線：愛野車站 - 端野車站 - 緋牛內車站

### 道路
| 高速道路 - 北見・網走自動車道（興建中） 一般國道 - 國道39號 - 國道333號 主要道道 - 北海道道7號北見常呂線 - 北海道道104號網走端野線 - 北海道道122號北見端野美幌線 | 道道 - 北海道道308號日吉端野線 - 北海道道556號緋牛內北見線 - 北海道道655號仁倉端野線 - 北海道道1024號川向端野線 |

## 觀光景點

### 娛樂
- 端野滑雪場

### 祭典
- 太陽祭：8月
- 咖哩飯馬拉松：9月

## 教育

### 高等學校
- 道立北海道北見商業高等學校

### 中學校
- 端野町立端野中學校

### 小學校
| - 端野町立端野小學校 | - 端野町立緋牛內小學校 |

## 姊妹市・友好都市

### 日本
- 丸森町（宮城縣伊具郡）

### 海外
- Elizabeth（美國 紐澤西州）
- Poronaysk（俄羅斯 薩哈林州）
- 晉州市（韓國 慶尚南道）
- Barrhead（加拿大 亞伯達省）

## 本地出身的名人
- 加藤修一：參議院議員。

## 外部連結
- （日語）北見市：端野綜合支所